# 中村亨 (衆議院議員)
中村 亨（なかむら とおる、1876年（明治9年）1月13日 - 1957年（昭和32年）6月17日）は、明治後期から昭和前期の農業経営者、政治家。衆議院議員、東京府北多摩郡調布町長。

## 経歴
神奈川県多摩郡上石原村（北多摩郡調布町、東京府北多摩郡調布町、東京都北多摩郡調布町を経て現調布市上石原）で、自由民権運動家中村克昌の長男として生まれる。二松学舎（現二松學舍大学）で学んだ。農業を営む。
1913年（大正2年）調布町会議員に就任。調布町助役、同町長、北多摩郡会議員、同参事会員を務めた。1924年（大正13年）東京府会議員に選出され、同参事会員、営業税調査委員、北多摩郡教育会副会長などにも在任した。
秋本喜七の地盤を受け継ぎ、1928年（昭和3年）2月、第16回衆議院議員総選挙（東京府第7区、立憲政友会公認）で当選し、衆議院議員に1期在任した。1930年（昭和5年）2月の第17回総選挙（東京府第7区、立憲政友会）では落選した